# Waco CG-13
Le Waco CG-13 était un planeur militaire lourd américain de transport de troupes, conçu par le constructeur Waco Aircraft Company (Waco) pendant la Seconde Guerre mondiale.

## Conception et développement
Le département des planeurs de la base de Wright Field (en anglais : Wright Field Glider Branch) constata que l'armée américaine aurait besoin d'un planeur plus gros que le CG-4A et les autres concepts en cours d'étude ou de réalisation. Plusieurs compagnies répondirent à cette demande et cinq gros planeurs furent proposés, parmi lesquels le prototype XCG-13 de la Waco Aircraft Company (Waco), située à Troy, dans l'Ohio.
Le contrat du XCG-13 concernait un appareil à 30 places avec une capacité de charge utile de 3 600 kg, devant voler à une vitesse de 280 km/h à 3 700 m d'altitude. Les essais en vol du prototype furent effectués à Clinton County Army Air Field (en), puis l'appareil fut accepté pour la production en série le 10 mars 1943. Les tests démontrèrent qu'un train d'atterrissage tricycle devrait être utilisé et qu'un système hydraulique devrait être installé pour ouvrir la porte de chargement avant, qui possédait des charnières sur le haut du fuselage et basculait vers le haut. Ces améliorations furent appliquées sur le second XCG-13.
La Ford Motor Company à Kingsford, dans le Michigan, et Northwestern Aeronautical à Saint Paul, dans le Minnesota produisirent les modèles YCG-13 et reçurent des contrats pour produire la version de production CG-13A. Waco ne reçut par contre aucun contrat. Northwestern Aeronautical produisit 49 exemplaires de série. Ford en produisit 48 en version 30 places et 37 en version 42 places, obtenue par l'ajout d'un banc au centre de la section cargo de l'appareil. En cumulant les chiffres des deux compagnies, 268 exemplaires initialement commandés furent annulés en faveur de la production de plus de CG-4A.
La charge utile maximale du CG-13A était de 4 600 kg. Sa vitesse de décrochage de 127 km/h était 30 km/h supérieure à celle spécifiée.

## Carrière opérationnelle
Un seul CG-13A fut utilisé au combat dans la mission Appari aux Philippines. Les autres ne virent jamais le combat en Europe, mais furent utilisés comme moyen de transport en Angleterre et en France.

## Utilisateurs
- États-Unis :
  - United States Army Air Forces.
- Royaume-Uni :
  - Royal Air Force :
    - Airborne Forces Experimental Establishment (en) : Deux CG-13A furent utilisés pour des essais en 1945.

## Caractéristiques (CG-13A)
Données de The Concise Guide to American Aircraft of World War II.
Caractéristiques générales
- Équipage : 2 pilotes
- Capacité : 30 ou 42 passagers (en incluant l'équipage)
- Longueur : 16,56 m
- Envergure : 26,11 m
- Hauteur : 6,17 m
- Surface alaire : 81,10 m2
- Masse à vide : 3 946 kg
- Masse typique : 8 572 kg
- Charge utile : 4 626 kg

 Performances 
- Vitesse de décrochage : 127 km/h
- Vitesse de remorquage maximale : 306 km/h
- Charge alaire : 105,7 kg/m2

### Articles
- (en) « Army Glider Can Carry A Fully Loaded Truck », Popular Mechanics, vol. 82, no 2,‎ août 1944, p. 39 (lire en ligne).
- (en) « The Largest Glider », Popular Science, vol. 144, no 3,‎ mars 1944, p. 66 (lire en ligne).
- (en) « Transport Gliders : The Rise and Demise of a Weapon: Part Four », Air Enthusiast, Bromley, Royaume-Uni, vol. 2, no 6,‎ juin 1972, p. 318–322.